# Federación Española de Deportes de Montaña y Escalada
La Federación Española de Deportes de Montaña y Escalada (FEDME) es una federación española, ente rector de las siguientes modalidades deportivas en España:
- Alpinismo
- Montañismo
- Senderismo
- Barranquismo
- Esquí de montaña
- Marcha nórdica
- Excursionismo
- Escalada

## Historia
Por iniciativa del Club Alpino Español, creado en 1906, y la Real Sociedad Española de Alpinismo Peñalara, fundada en 1913, se constituyó el 1 de agosto de 1922 con el nombre de Federación Española de Alpinismo debido a que esta disciplina era su actividad principal. Posteriormente cambió a Federación Española de Montañismo, y después a Federación Española de Deportes de Montaña y Escalada.

## Federaciones autonómicas
- Federación Andaluza de Montañismo (FAM)
- Federación Aragonesa de Montañismo (FAM)
- Federación de Deportes de Montaña, Escalada y Senderismo del Principado de Asturias (FEMPA)
- Federación Balear de Montañismo y Escalada (FBM)
- Federación Aragonesa de Montañismo (FAM)
- Federación Canaria de Montañismo (FECAMON)
- Federación Cántabra de Deportes de Montaña y Escalada (FCDME)
- Federación de Entidades Excursionistas de Cataluña (FEEC)
- Federación de Montaña Castilla-La Mancha (FDMCM)
- Federación de Deportes de Montaña, Escalada y Senderismo de Castilla y León (FDMESCYL)
- Federación de Deportes de Montaña y Escalada de Ceuta (FDMEC)
- Federación Vasca de Montaña (EMF-FVM)
- Federación Extremeña de Montaña y Escalada (FEXME)
- Federación Gallega de Montañismo (FGM)
- Federación Riojana de Montañismo (FERIMON)
- Federación Madrileña de Montañismo (FMM)
- Federación de Montañismo de la Región de Murcia (FMRM)
- Federación de Montañismo y Escalada de Melilla (FMEM)
- Federación Navarra de Deportes de Montaña y Escalada (FNDME)
- Federación de Deportes de Montaña y Escalada de la Comunidad Valenciana (FEMECV)

## Afiliaciones
La FEDME está afiliada a las siguientes organizaciones:
- Comité Olímpico Español
- Unión Internacional de Asociaciones de Alpinismo
- Federación Internacional de Escalada Deportiva
- Federación Internacional de Esquí de Montaña
- Federación Internacional de Skyrunning
- Asociación Europea de Senderismo
- Unión Europea de Asociaciones de Montañismo